# Selos de Angola
EMISSÃO DE SELOS DE ANGOLA

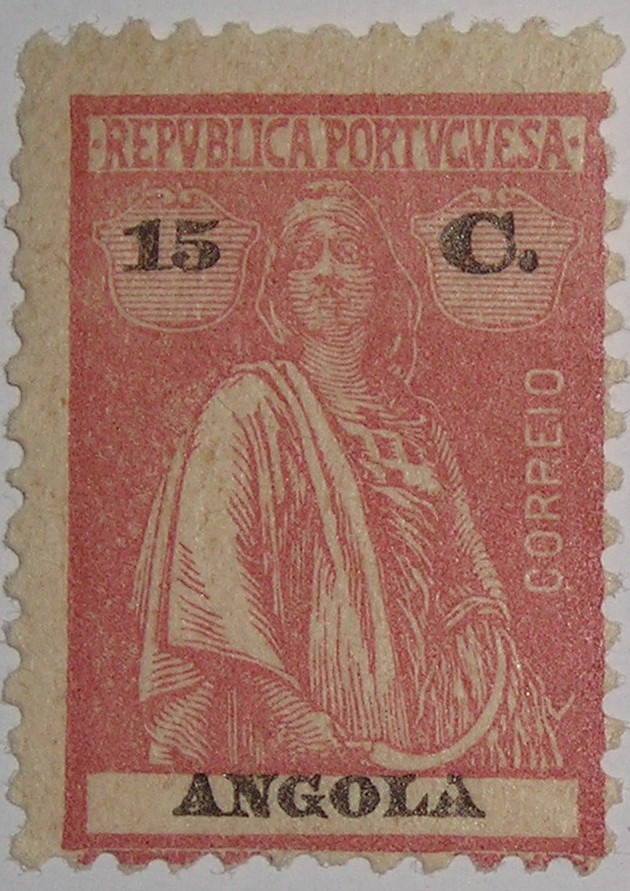
(Selos de Angola) 1914 - Afinsa nº 152. Ceres

Os selos foram desenhados por Augusto Fernando Gerard e representavam a coroa Portuguesa limitada numa circular Grega.
Foram tipografadas na casa da Moeda, em Portugal, com papel liso, fino, medio, com denteado de 12 ½,13 ½ e 14, em folhas de 28 selos.

## Selos de Angola
Emissões comemorativas
- 1975-1989
- 1990-1999
- 2000-2009

Emissões base
- Emissões base

Outras emissões
- Blocos
- Etiquetas
- Vinhetas

Outros
- Reimpressões
- Provas
- Erros
- Falsos